# Ва-Тор
Wa-Tor - это симуляция динамики популяции, разработанный Александром Киватином Дьюдни и представленный в декабрьском выпуске журнала Scientific American за 1984 год в статье под названием «Компьютерные развлечения: акулы и рыбы ведут экологическую войну на тороидальной планете Ва-Тор».

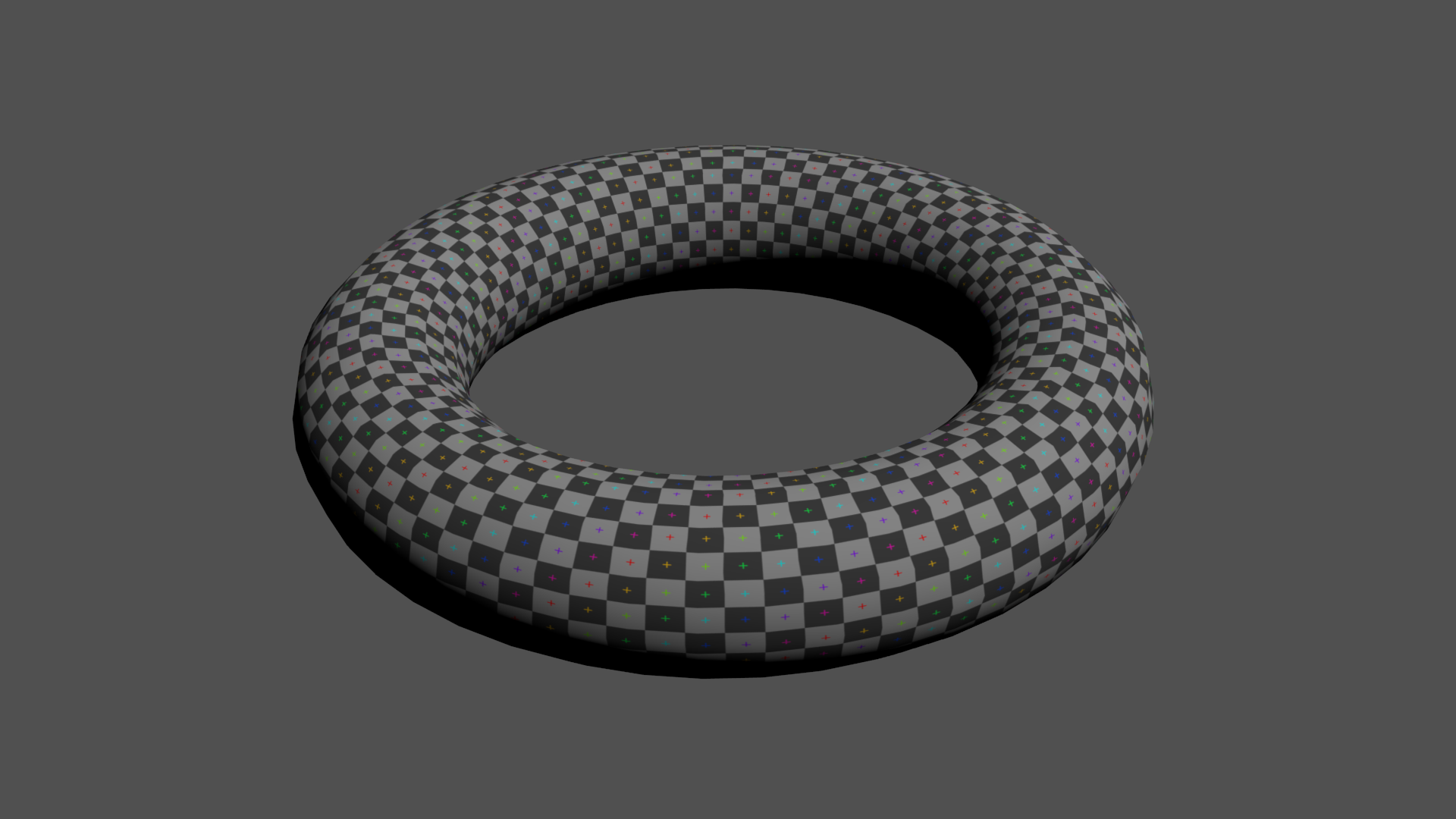
Планета Ва-Тор

Wa-Tor обычно реализуется в виде двухмерной сетки с тремя цветами: для рыб, для акул и для пустой воды; если особь переместится за край сетки, она снова появится на противоположной стороне. 
Акулы являются хищниками и едят рыбу. Как акулы, так и рыбы живут, передвигаются, размножаются и умирают в Ва-Торе в соответствии с простыми правилами, определенными ниже. Из этих простых правил можно увидеть, как возникает сложное поведение.

## Хищники и добыча
Баланс этой экосистемы очень хрупок: популяции двух видов могут следовать сильно отличающимся друг от друга циклам в зависимости от заданных параметров (таких как циклы воспроизводства потомства и периода времени, в течение которого акула должна есть, чтобы избежать смерти), а также от начального положения каждого вида. Баланс может сильно меняться: от того, что оба вида находятся под угрозой исчезновения, до обилия одного или обоих.
Когда добыча многочисленна, хищники могут быстро размножаться. Но это, в свою очередь, увеличивает количество добываемой добычи, и популяция жертвы уменьшается. Когда добыча становится меньше, хищники начинают голодать и умирать от голода, уменьшая свою популяцию и ослабляя давление на добычу. После этого жертва (а со временем и хищник) может вернуться к быстрому размножению, поскольку цикл повторяется.

## Правила

### Для рыбы
1. На каждом шаге рыба случайным образом перемещается на одну соседнюю незанятую клетку. Если нет свободных клеток, рыба остается на месте.
2. После того, как рыба пережила определенное количество шагов, она может размножаться. Это делается по мере того, как она перемещается на соседнюю клетку, оставляя новую рыбу на старом месте. Время воспроизведения потомства также обнуляется.

### Для акул
1. На каждом шаге акула случайным образом перемещается на соседнюю клетку, занятую рыбой. Если их нет, акула перемещается на случайную соседнюю незанятую клетку. Если нет свободных клеток, перемещения не происходит.
2. На каждом шаге каждая акула тратит единицу энергии.
3. При достижении нуля энергии - акула умирает.
4. Если акула перемещается на клетку, занятую рыбой, она съедает рыбу и получает определенное количество энергии.
5. После того, как акула пережила определенное количество шагов, она может размножаться точно так же, как рыба.

## Возможные результаты
В конечном итоге в Wa-Tor есть три возможных сценария:
1. Идеальный баланс между рыбами и акулами, количество которых увеличивается и уменьшается, но никогда не исчезает.
2. Исчезновение акул.
3. Вымирание обоих видов.

Первый сценарий может быть очень трудным для реализации, когда достигается своего рода равновесие, при котором две популяции периодически колеблются в численности. В большинстве случаев количество рыбы сокращается до почти исчезающего состояния, затем популяция акул стремительно сокращается из-за нехватки корма. Это позволяет популяции рыб снова расти, пока популяция акул не сможет замедлить этот рост.
Вымирание обоих видов происходит, когда количество акул превышает численность до такой степени, что они съедают всю рыбу. Поскольку рыба была единственным источником пищи для акул, они неминуемо умрут от голода.
И наоборот, если первоначальное количество рыбы невелико или у акул очень короткий период голодания, реализуется второй сценарий. В этом случае акулы вымрут, оставив поле свободным для рыб.